# Caecoonops
Caecoonops is een geslacht van spinnen uit de  familie van de Oonopidae (dwergcelspinnen).

## Soorten
- Caecoonops apicotermitis Benoit, 1964
- Caecoonops cubitermitis Benoit, 1964